# 大頭指鰧
大頭指鰧（學名：Dactyloscopus foraminosus），為輻鰭魚綱䲁形目指鰧科指鰧屬的一個種，分布於西大西洋美國佛羅里達州東南部至巴西海域，深度11至79公尺，本魚身體扁平，向尾部逐漸變細，頭大，上部扁平，前部圓而窄，眼位於頭頂，有明顯的眼柄但短，尖端有一個斑點，口上翹，下顎突出，上頜超過眼睛，鰓蓋和兩唇有皮瓣，第一前鰓蓋骨管分支，分支上有多個孔，前鰓蓋骨上的管孔21-90個，背鰭起點於頸背，背鰭硬棘10枚、背鰭軟條30-32枚、臀鰭硬棘2枚、臀鰭軟條33-34枚，胸鰭條通常為13條，背鰭和臀鰭不透過膜與尾鰭基部連接，側線連續，在最後一節背棘下方向下彎曲，總共45-47片鱗片，體淺棕褐色，頭頂和背部有棕色斑點和不規則橫紋，上身在頸背和尾鰭基部之間有10條或更多不規則的棕色橫紋，眼微黑色，口內有色素沉澱，體長可達7.9公分，棲息在沙底質、海草生長的海床，生活習性不明。